# Paula Ransanz Teruel
Paula Ransanz Teruel (13 de noviembre de 2002, Reus, España) es una futbolista española que juega como centrocampista en el CDE Racing Féminas de la Segunda Federación Femenina.

## Biografía y carrera
Paula nació en el municipio de Reus, en la provincia de Tarragona, el 13 de noviembre de 2002. En 2016, a la edad de 14 años, debutó en la división juvenil del club local, el Reus Deportiu, del que formó parte hasta 2018. En 2019, a la edad de 17 años, debutó profesionalmente en el primer equipo del Joventut Almassora, que en aquel momento disputaba la Primera Nacional Femenina de España. En 2021, a los 19 años, comenzó a jugar en el Pozoalbense, en el que solo estuvo un año. En 2022 fichó para el CDE Racing Féminas, donde juega actualmente.

## Clubes
| Club               | País   | Año           |
| ------------------ | ------ | ------------- |
| Reus Deportiu      | España | 2016-2019     |
| Joventut Almassora | España | 2019-2021     |
| Pozoalbense        | España | 2021-2022     |
| CDE Racing Féminas | España | 2022-Presente |

## Palmarés
| Año  | País   | Campeonato                          | Equipo             | Resultado                                     |
| ---- | ------ | ----------------------------------- | ------------------ | --------------------------------------------- |
| 2019 | España | Primera Nacional Femenina de España | Joventut Almassora | Ascenso a Segunda División Femenina de España |